# سایوز تی۸
سایوز-تی۸ (به روسی: Союз )(به معنای اتحاد) یک مأموریت سرنشین دار سازمان فضایی شوروی به سمت ایستگاه فضایی سالیوت۷ بود که به دلیل اشکال در سیستم اتصال خودکار فضاپیما نتوانست به ایستگاه متصل شده و بعد از ۲ روز به زمین بازگشت.

## خدمه مأموریت
| شماره | نام                      | ملیت               | تعداد پرواز | نقش عملیاتی | تصویر |
| ۱     | ولادیمیر گئورگیویچ تیتوف | اتحاد جماهیر شوروی | ۱           | فرمانده     |       |
| ۲     | گنادی استرکالوف          | اتحاد جماهیر شوروی | ۲           | مهندس پرواز |       |
| ۳     | الکساندر سربروف          | اتحاد جماهیر شوروی | ۲           | محقق فضایی  |       |